# Konkwista

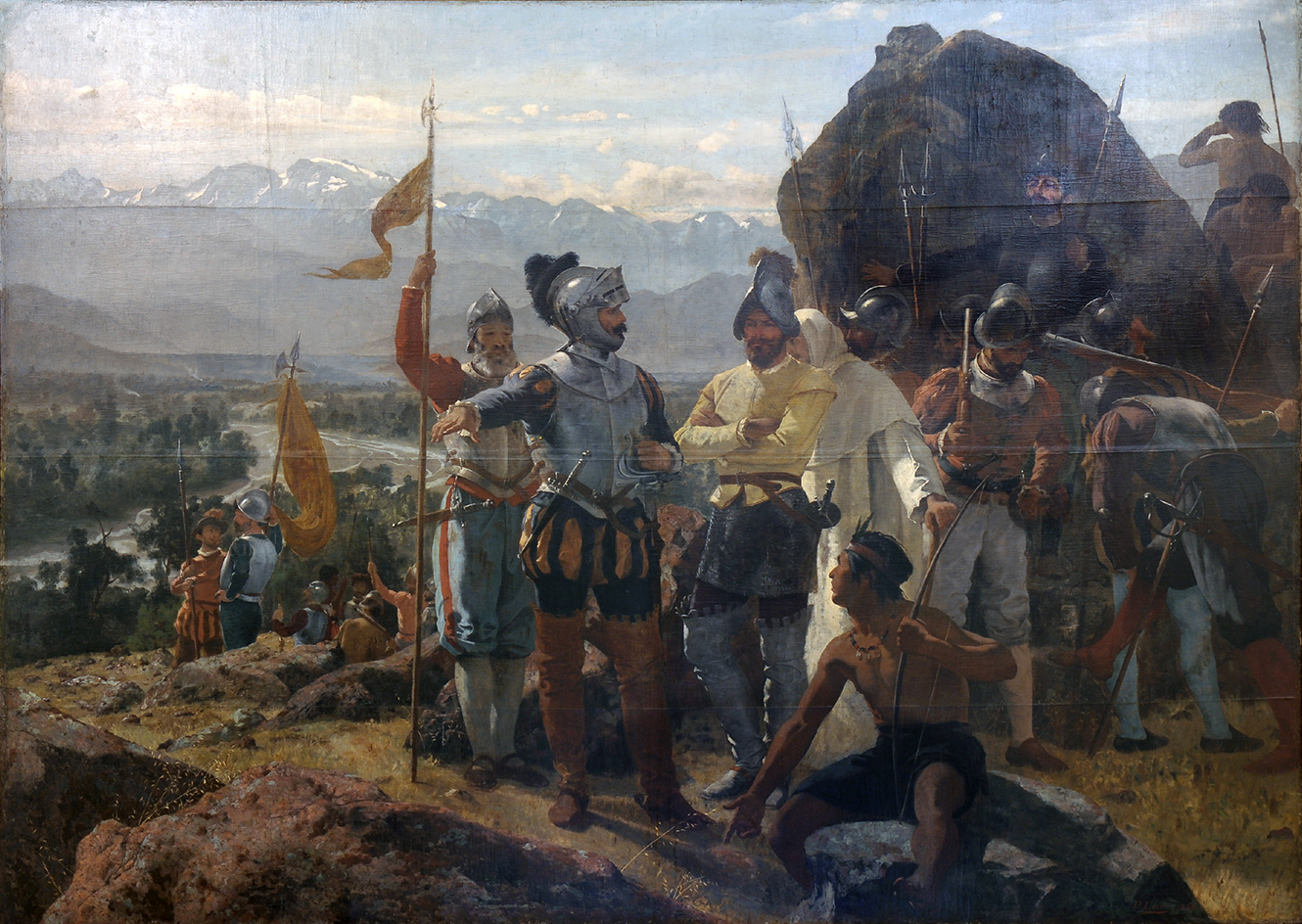
Pedro de Valdivia zakłada Santiago (obraz Pedro Liry)

Konkwista (hiszp. conquista – podbój, zdobycie) – hiszpańskie i portugalskie wyprawy zbrojne, podejmowane od końca XV wieku w celu podboju nowo odkrytych terytoriów Ameryki, Afryki i Indii. Terror stosowany przez konkwistadorów wobec ludności tubylczej doprowadził m.in. do zagłady wielu plemion oraz zniszczenia cywilizacji Azteków i Inków.
Ówczesnym usprawiedliwieniem dla konkwisty było szerzenie religii chrześcijańskiej wśród ludów w nowo odkrytych terenach, co de facto sprowadzało się do rozszerzania władzy monarchii oraz wzbogacania się poprzez grabież i zdobywanie siły roboczej – niewolników. Przyczyny konkwisty są dość szerokie. Po zakończeniu toczonej na Półwyspie Iberyjskim przeciwko Maurom rekonkwisty, zarówno Królestwo Portugalii jak i połączone unią Kastylia i Aragonia szukały dalszych dróg ekspansji. Dla bezrobotnej od pewnego czasu szlachty konkwista oznaczała nowe zajęcie, dawała jednocześnie szansę szybkiego awansu społecznego rzeszom niższych warstw społecznych, które w Nowym Świecie szukały lepszego życia – przykładem takiej kariery może być jeden z bardziej znanych konkwistadorów (hiszp. conquistador – zdobywca) Francisco Pizarro. Konkwistadorami, których działania wynikały z żądzy łupów i przygód byli też: Hernán Cortés i Vasco Núñez de Balboa.